# Loxostege clathralis
Loxostege clathralis — вид лускокрилих комах родини вогнівок-трав'янок (Crambidae).

## Поширення
Вид поширений в степовій зоні Євразії від Східної Європи (Хорватія, Румунія, Україна) через Середню Азію до Китаю.